# Chřestýš mohavský
Chřestýš mohavský (Crotalus scutulatus) je jedovatý had z čeledi zmijovitých a podčeledi chřestýšovitých žijící na jihozápadě Spojených států amerických a ve středním Mexiku.

## Popis

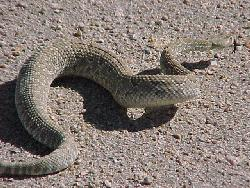
Chřestýš mohavský

Chřestýš mohavský může být hnědý až zelený, nejčastěji dosahuje délky asi 100 centimetrů, i když největší nalezený jedinec měřil rekordních 137 centimetrů. V některých ohledech se může podobat chřestýši západnímu (Crotalus atrox), hady však od sebe lze odlišit díky jinému zbarvení konce ocasu.

## Chování a potrava
Tento dravec loví ze zálohy, využívá svých tepločivných jamek k detekci teplokrevné kořisti, včetně hlodavců, dokonce i v naprosté tmě. Pokud se cítí chřestýš vyprovokován, použije své chřestítko na ocasu k zastražení a varování protivníka. Pokud toto varování nepomůže, může kousnout.

## Jed
Značným problémem u chřestýše mohavského je obsah toxinů v jedu. Je-li člověk hadem uštknut a nedostane se mu rychlé lékařské pomoci, může zemřít. Jed obsahuje neurotoxin známý jako „Mojave toxin“, který se vyskytuje pouze u tohoto druhu hada, ačkoliv přítomnost podobných toxinů je známa u chřestýše tygřího.